# Herbert Bain Knowles
Herbert Bain Knowles (1894 – 1976) là một sĩ quan Hải quân Mỹ từng tham gia Thế chiến I và II, về sau nghỉ hưu với quân hàm Đô đốc. Ngoài ra ông còn là nhà nghiên cứu UFO thuộc Ủy ban Điều tra Hiện tượng Không trung Quốc gia (NICAP).

## Sự nghiệp
Knowles sinh ngày 20 tháng 3 năm 1894 tại North Newburgh, Maine.
Năm 1917, Knowles tốt nghiệp Học viện Hải quân Hoa Kỳ. Năm 1919, ông kết hôn với Helen Kamp. Knowles từng phục vụ trên thiết giáp hạm USS Arkansas và đội tàu ngầm.   Trong Thế chiến II, Knowles chỉ huy một số tàu ngầm, tham gia hàng chục chiến dịch tại Mặt trận Thái Bình Dương. Ông từng nắm quyền chỉ huy tàu USS Heywood trong cuộc tiến công đảo Guadalcanal.  Ông còn tham dự trận đánh chiếm Tarawa. Knowles là người năm lần nhận được Huân chương Quân công.
Sau chiến tranh, Knowles đảm nhận việc giảng dạy về điện tàu ngầm tại một trường Hải quân ở New London, Connecticut. Năm 1947, ông nghỉ hưu với quân hàm Chuẩn Đô đốc. Suốt thời gian về hưu, Knowles gia nhập nhóm nghiên cứu UFO dân sự mang tên Ủy ban Điều tra Hiện tượng Không trung Quốc gia (NICAP) với tư cách là thành viên ban quản trị, và đã nhận lời tới phỏng vấn những người tiếp xúc UFO như Frances Swan và vợ chồng nhà Betty Hill.
Knowles qua đời vào ngày 3 tháng 3 năm 1976.